# Jane Agnes Chessar
Jane Agnes Chessar née le 21 avril 1835 à Édimbourg et morte le 3 septembre 1880 à Bruxelles, est une enseignante et une éducatrice britannique. 

## Biographie
Jane Chessar est éduquée à domicile et dans des écoles privées à Édimbourg. En 1851, elle se rend à Londres, pour se former en tant qu'enseignante à l'institut de formation des maîtres de la Home and Colonial School Society (en), créé en 1836 par Elizabeth Mayo (en) et son frère Charles Mayo, à Gray's Inn Road dans le Borough londonien de Camden. 
Elizabeth Mayo s'intéresse particulièrement à sa formation, et dès 1852, elle confie à Jane Chessar la formation d'enseignantes en physiologie et géographie physique, au Home and Colonial Training College. Elle assure cette fonction avec succès. En 1861, elle dirige les études d'un groupe de dix étudiantes qui suivent des cours de physiologie organisés pour les femmes à l'University College : il s'agit d'une série de treize cours, assurés le samedi après-midi. Sa mauvaise santé l’oblige à démissionner de son poste d'enseignante en 1866, mais elle continue à donner des conférences et des cours particuliers. Elle assure notamment la préparation d'élèves pour les examens de Cambridge, et donne des cours à la North London Collegiate School et la Camden School for girls. Elle est juré lors de la première session d'examens de la société Froebel en juillet 1876, membre de la Teacher's Training and Registration Society créée par Maria Grey en 1877 et du conseil d'administration du Cheltenham Ladies' College. Elle est candidate pour Marylebone au London School Board en 1873 avec l'appui de Frances Buss, Alice Wowell, Emily Davies et Elizabeth Garrett, en insistant sur le fait que l'éducation des filles devait être soutenue par la présence de femmes dans le comité. Jane Chessar s'engageait également en faveur d'un enseignement biblique ouvert et sur la fréquentation obligatoire des cours pour les élèves. Elle est élue en 1873 et fait un mandat unique, de 1873 à 1876, ne se représentant pas pour des raisons liées à sa santé. 
Elle s'intéresse également au programme d'études pour les filles, demandant, sans succès, que la part de l'enseignement ménager prévue pour les élèves de milieu ouvrier soit diminuée. Elle réussit par contre à faire admettre, en 1874, un amendement promouvant une égalité entre élèves filles et garçons, pour l'obtention de bourses d'études. 
Chessar est également journaliste, elle écrit pour le magazine Queen notamment. Elle publie en 1879 un fascicule de géographie pour l'association londonienne des institutrices, On teaching Geography, édite en 1880 A manual of Geography, physical, industrial and political écrit par William Hughes (en).
Cependant, sa santé s'altère à nouveau, et elle doit passer un hiver à Alger. Elle ne se représente pas aux élections du London School Board de 1876. Elle prend une semi-retraite, participe au comité directeur du Women's Education Union et s'investit dans le projet de création d'un collège proposant des cours du soir pour les femmes qui travaillaient. Elle crée un club de natation pour les enseignantes et une société de débats qui propose notamment des cours pour prendre la parole en public.
Elle meurt le 3 septembre 1880 à Laeken, en Belgique, des suites d'un accident vasculaire cérébral survenu alors qu'elle assistait à un congrès d'éducation.